# Graeffea
Graeffea is een geslacht van Phasmatodea uit de familie Phasmatidae. De wetenschappelijke naam van dit geslacht is voor het eerst geldig gepubliceerd in 1868 door Karl Brunner-von Wattenwyl.

## Soorten
Het geslacht Graeffea omvat de volgende soorten:
- Graeffea bojei (Haan, 1842)
- Graeffea crouanii (Le Guillou, 1841)
- Graeffea doederleini Günther, 1929
- Graeffea erythroptera (Olivier, 1792)
- Graeffea fulvescens (Saussure, 1868)
- Graeffea inconspicua Pylnov, 1911
- Graeffea integra Giglio-Tos, 1910
- Graeffea leveri (Günther, 1937)
- Graeffea lifuensis Sharp, 1898
- Graeffea meridionalis (Günther, 1932)
- Graeffea minor Brunner von Wattenwyl, 1868
- Graeffea seychellensis Ferriere, 1912